# Isla Ardery
La isla Ardery es una isla escarpada y rocosa, de aproximadamente un kilómetro de largo, situada a 1,8 kilómetros al oeste de la isla Odbert en las islas Windmill de la Antártida.

## Historia y toponimia
Fue cartografiada a partir de fotos tomadas por las Operaciones Highjump y Windmill de la Armada de los Estados Unidos en 1947 y 1948. Fue nombrada por el Comité Consultivo sobre Nomenclatura Antártica (US-ACAN) en honor al mayor E. R. Ardery, observador del Cuerpo de Ingenieros del Ejército de los Estados Unidos que asistió a la Armada en la Operación Windmill participando en el establecimiento de estaciones de control astronómico entre la Tierra de Guillermo II y la Costa Budd durante la temporada 1947-1948.

## Zona Antártica Especialmente Protegida

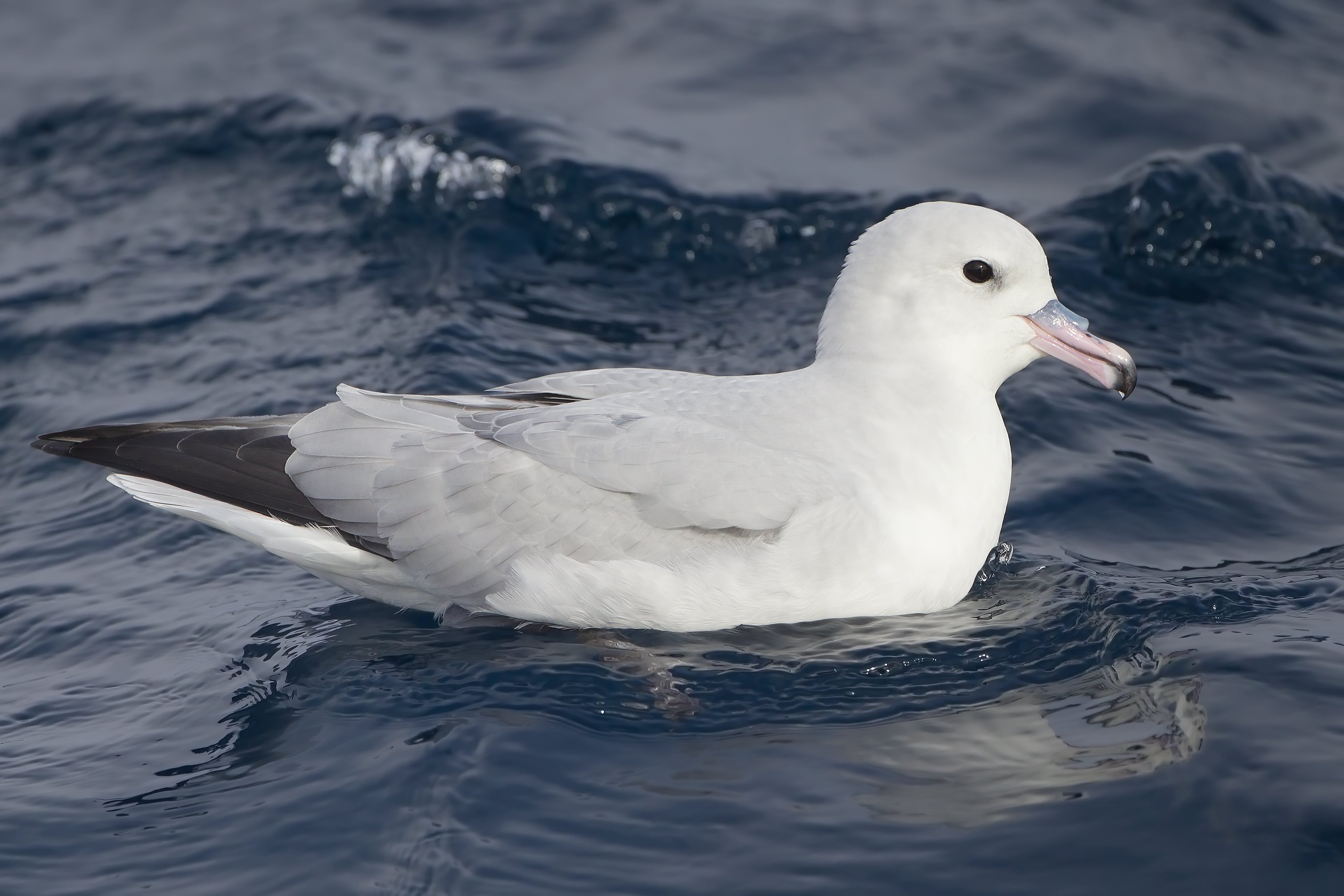
Fulmar austral.

La isla Ardery, junto con la isla Odbert, están protegidas por el Sistema del Tratado Antártico como Zona Antártica Especialmente Protegida (ZAEP) debido a que sirven de apoyo a varias especies reproductoras de petreles y forman un ejemplo del hábitat del petrel antártico (Thalassoica antarctica) y el fulmar austral (Fulmarus glacialoides), además de los paíños de Wilson (Oceanites oceanicus) y págalos antárticos (Stercorarius maccormicki).
No se conoce otra área accesible en la región antártica oriental donde los cuatro géneros de petreles antárticos nidifiquen en un mismo sitio en un número relevante para realizar estudios comparativos. La ZAEP se estableció primero en 1966 como Zona Especialmente Protegida N.º 3 hasta 2002, y desde entonces es la «ZAEP N.º 103 Isla Ardery e isla Odbert, costa de Budd» bajo propuesta y conservación de Australia.

## Reclamaciones territoriales
La isla es reclamada por Australia como parte del Territorio Antártico Australiano, pero esta reclamación está sujeta a las disposiciones del Tratado Antártico.